# Bosselshausen
Bosselshausen ist eine französische Gemeinde mit 171 Einwohnern (Stand 1. Januar 2021) im Département Bas-Rhin in der Europäischen Gebietskörperschaft Elsass und in der Region Grand Est.

## Geschichte
Wappenbeschreibung: In Silber ein durchgehendes schwarzes Kreuz.

### Mittelalter
Bosselshausen wurde im Jahr 840 als Buozolteshusa erstmals schriftlich erwähnt. Der Name leitet sich von einem germanischen Personennamen Bosold oder Boswald ab.  Das Dorf lag im Amt Buchsweiler, das am Anfang des 14. Jahrhunderts als Amt der Herrschaft Lichtenberg entstand. Das Dorf gehörte zum „Urbestand“ des Bezitzes der Lichtenberger, der sich schon Anfang des 13. Jahrhunderts in deren Händen befand, und zwar als Allod. Um 1330 kam es zu einer ersten Landesteilung zwischen Johann II. von Lichtenberg, aus der älteren Linie des Hauses und Ludwig III. von Lichtenberg. Dabei fiel Bosselshausen in den Teil des Besitzes, der künftig von der älteren Linie verwaltet wurde.
Anna von Lichtenberg (* 1442; † 1474), Tochter von Ludwig V. von Lichtenberg (* 1417; † 1474), und eine von zwei Erbtöchtern mit Ansprüchen auf die Herrschaft, heiratete 1458 den Grafen Philipp I. den Älteren von Hanau-Babenhausen (* 1417; † 1480). Der hatte eine kleine Sekundogenitur aus dem Bestand der Grafschaft Hanau erhalten, um sie heiraten zu können. Durch die Heirat entstand die Grafschaft Hanau-Lichtenberg. Nach dem Tod des letzten Lichtenbergers, Jakob von Lichtenberg, eines Onkels von Anna, erhielt Philipp I. d. Ä. 1480 die Hälfte der Herrschaft Lichtenberg. Die andere Hälfte gelangte an seinen Schwager, Simon IV. Wecker von Zweibrücken-Bitsch. Das Amt Buchsweiler – und damit auch Bosselshausen – gehörten zu dem Teil von Hanau-Lichtenberg, den die Nachkommen von Anna erbten.

### Neuzeit
Graf Philipp IV. von Hanau-Lichtenberg (1514–1590) führte nach seinem Regierungsantritt 1538 die Reformation in seiner Grafschaft konsequent durch, die nun lutherisch wurde.
Mit der Reunionspolitik Frankreichs unter König Ludwig XIV. kam das Amt Buchsweiler unter französische Oberhoheit. Um 1720 hieß der Ort auf Französisch „Posselshus“. Nach dem Tod des letzten Hanauer Grafen, Johann Reinhard III. 1736, fiel Hanau-Lichtenberg – und damit auch das Amt Buchsweiler – an den Sohn seiner einzigen Tochter, Charlotte, Landgraf Ludwig (IX.) von Hessen-Darmstadt. Mit dem durch die Französische Revolution begonnenen Umbruch wurde Bosselshausen französisch.
Am 1. März 1974 fusionierte Bosselshausen mit der Nachbargemeinde Kirrwiller. Seit dem 1. Januar 2007 sind beide Ortschaften wieder eigenständige Gemeinden.

### Bevölkerungsentwicklung
| Jahr      | 1798 | 1962 | 1968 | 1975 | 1982 | 1990 | 1999 | 2006 | 2017 |
| Einwohner | 184  | 191  | 170  | 157  | 163  | 172  | 179  | 174  | 166  |